# Virus de la fiebre hemorragica de Omsk
El virus de la fiebre hemorrágica de Omsk (Omsk hemorrhagic fever o OHFV) es un miembro del género Flavivirus y es endémico de Siberia. que causa la infección de la fiebre hemorrágica de Omsk,